# Bet Chanan
Bet Chanan (hebr.: בית חנן) – moszaw położony w samorządzie regionu Gan Rawe, w Dystrykcie Centralnym, w Izraelu.
Leży w odległości 2 km na zachód od miasta Nes Cijjona.

## Historia
Moszaw został założony w 1929 przez imigrantów z Bułgarii.

## Gospodarka
Gospodarka moszawu opiera się na intensywnym rolnictwie.

## Komunikacja
Przy moszawie przebiega droga ekspresowa nr 42 (Aszdod-Riszon le-Cijjon).